# گولسن (رودخانه)
گلسن (رودخانه) (به انگلیسی: Gölsen) رودخانه‌ای است که در اتریش جریان دارد.

## نگارخانه

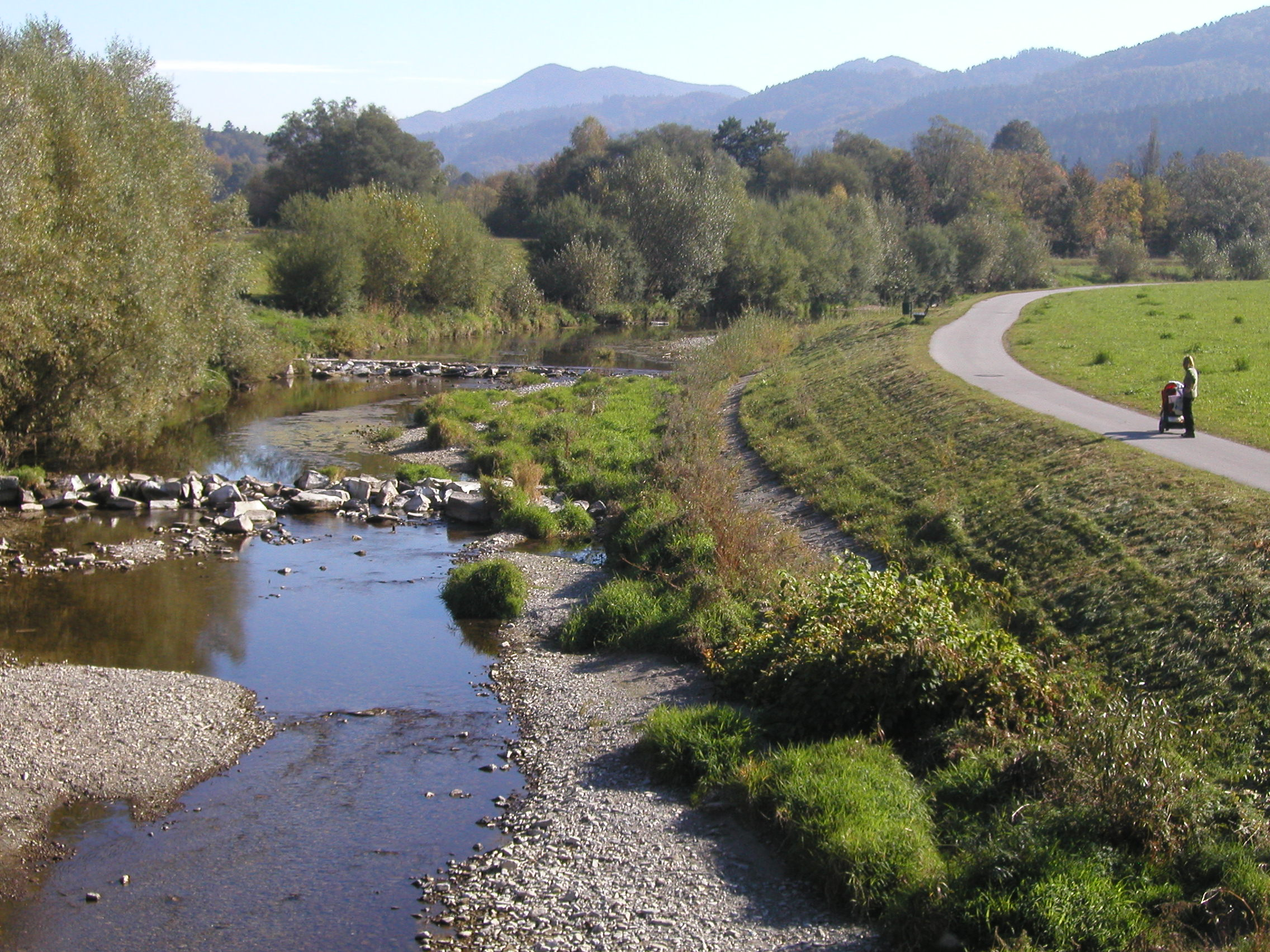
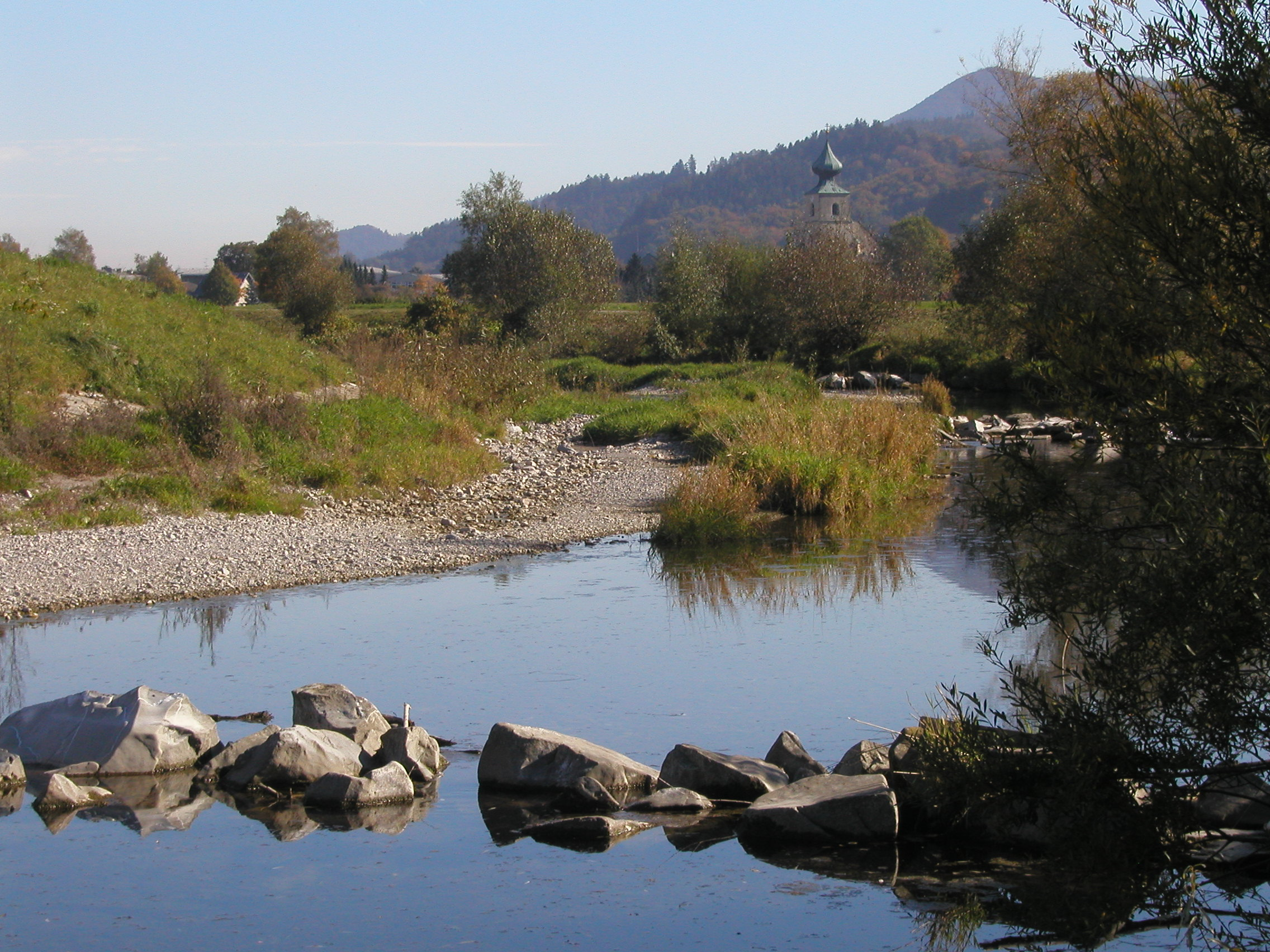